# Klara församling
Klara församling var en församling i Stockholms stift och i Stockholms kommun. Församlingen uppgick 1989 i Stockholms domkyrkoförsamling.
Församlingens område avgränsades av Norrström, Gustav Adolfs torg, Malmtorgsgatan, Brunkebergstorgsgatan, Malmskillnadsgatan, Hamngatan, Regeringsgatan, Kungsgatan, Malmskillnadsgatan, Tunnelgatan, Olof Palmes gata och Klara sjö.

## Administrativ historik
Församlingen bildades 1587 genom en utbrytning ur Storkyrkoförsamlingen under namnet Norrmalms församling som namnändrades till det nuvarande 25 november 1643 samtidigt som Sankt Jakobs församling bröts ut. 22 mars 1671 utbröts Kungsholms församling, 3 november 1671 en del till Brunkebergs- och Kungsbacksförsamlingen, 1675 utbröts Sankt Olofs församling (Adolf Fredrik), 1867 utbröts Frimurarebarnhusets församling.
1 maj 1906 (enligt beslut den 16 mars 1906) överfördes den del av Helgeandsholmen som tillhörde Klara församling till Storkyrkoförsamlingen. 1 januari 1925 (enligt beslut den 20 juni 1924) överfördes till Klara församling de till Kungsholms församlings tillhörande kvarteren Blekholmen norra och södra vilka låg öster om Klara sjö. 1 januari 1971 överfördes till Klara församling från Jakobs församling ett område med 57 invånare som omfattade en areal av 0,04 km², varav allt land.
Församlingen utgjorde till 1638 ett eget pastorat för att därefter till 1691 vara moderförsamling i pastoratet Klara och Barnhusförsamlingen och där från 1675 även Sankt Olof församling ingick. Från 1691 till 1 maj 1775 moderförsamling i pastoratet Klara och Sankt Olof för att därefter till 1989 utgöra ett eget pastorat. Församlingen uppgick 1989 i Stockholms domkyrkoförsamling. 

## Areal
Klara församling omfattade den enligt indelningen 1 januari 1976 en areal av 0,8 kvadratkilometer, varav 0,7 kvadratkilometer land.

## Befolkningsutveckling
| Befolkningsutvecklingen i Klara församling 1805–1985 | Befolkningsutvecklingen i Klara församling 1805–1985 | Befolkningsutvecklingen i Klara församling 1805–1985 | Befolkningsutvecklingen i Klara församling 1805–1985 | Befolkningsutvecklingen i Klara församling 1805–1985 |
| --- | ---------------------------------------------------- | ---------------------------------------------------- | ---------------------------------------------------- | ---------------------------------------------------- |
| |                                                      |                                                      |                                                      |                                                      |
| År |                                                      |                                                      | Folkmängd                                            |                                                      |
| 1805 | 1805                                                 |                                                      | 8 307                                                |                                                      |
| 1810 | 1810                                                 |                                                      | 8 215                                                |                                                      |
| 1820 | 1820                                                 |                                                      | 11 646                                               |                                                      |
| 1830 | 1830                                                 |                                                      | 10 013                                               |                                                      |
| 1840 | 1840                                                 |                                                      | 10 844                                               |                                                      |
| 1850 | 1850                                                 |                                                      | 12 633                                               |                                                      |
| 1860 | 1860                                                 |                                                      | 15 062                                               |                                                      |
| 1870 | 1870                                                 |                                                      | 16 094                                               |                                                      |
| 1880 | 1880                                                 |                                                      | 17 402                                               |                                                      |
| 1890 | 1890                                                 |                                                      | 17 232                                               |                                                      |
| 1900 | 1900                                                 |                                                      | 16 877                                               |                                                      |
| 1910 | 1910                                                 |                                                      | 12 920                                               |                                                      |
| 1920 | 1920                                                 |                                                      | 11 472                                               |                                                      |
| 1930 | 1930                                                 |                                                      | 9 054                                                |                                                      |
| 1935 | 1935                                                 |                                                      | 8 361                                                |                                                      |
| 1940 | 1940                                                 |                                                      | 6 621                                                |                                                      |
| 1945 | 1945                                                 |                                                      | 6 361                                                |                                                      |
| 1950 | 1950                                                 |                                                      | 5 611                                                |                                                      |
| 1955 | 1955                                                 |                                                      | 4 299                                                |                                                      |
| 1960 | 1960                                                 |                                                      | 3 151                                                |                                                      |
| 1965 | 1965                                                 |                                                      | 2 222                                                |                                                      |
| 1970 | 1970                                                 |                                                      | 1 523                                                |                                                      |
| 1975 | 1975                                                 |                                                      | 966                                                  |                                                      |
| 1980 | 1980                                                 |                                                      | 701                                                  |                                                      |
| 1985 | 1985                                                 |                                                      | 641                                                  |                                                      |
| Anm: För åren 1805-1850: befolkning enligt mantalsskriven befolkning 31 december enligt den administrativa indelningen den 1 januari följande år. Personer tillhörande icke-territoriella församlingar är inräknade i de territoriella församlingarnas folkmängd. För år 1820 redovisas Klara församling tillsammans med Kungsholms församling. För åren 1860-1945: befolkning enligt folkräkning 31 december enligt den administrativa indelningen den 1 januari följande år. 1950 avser befolkning enligt folkräkning den 31 december enligt den administrativa indelningen den 1 januari 1952. 1960-1970 avser befolkning enligt folkräkning den 1 november enligt den administrativa indelningen den 1 januari följande år. För åren 1955 samt 1975-1985: befolkning 31 december enligt den administrativa indelningen den 1 januari följande år. |                                                      |                                                      |                                                      |                                                      |

## Kyrkobyggnader
- Klara kyrka

### Församlingshus

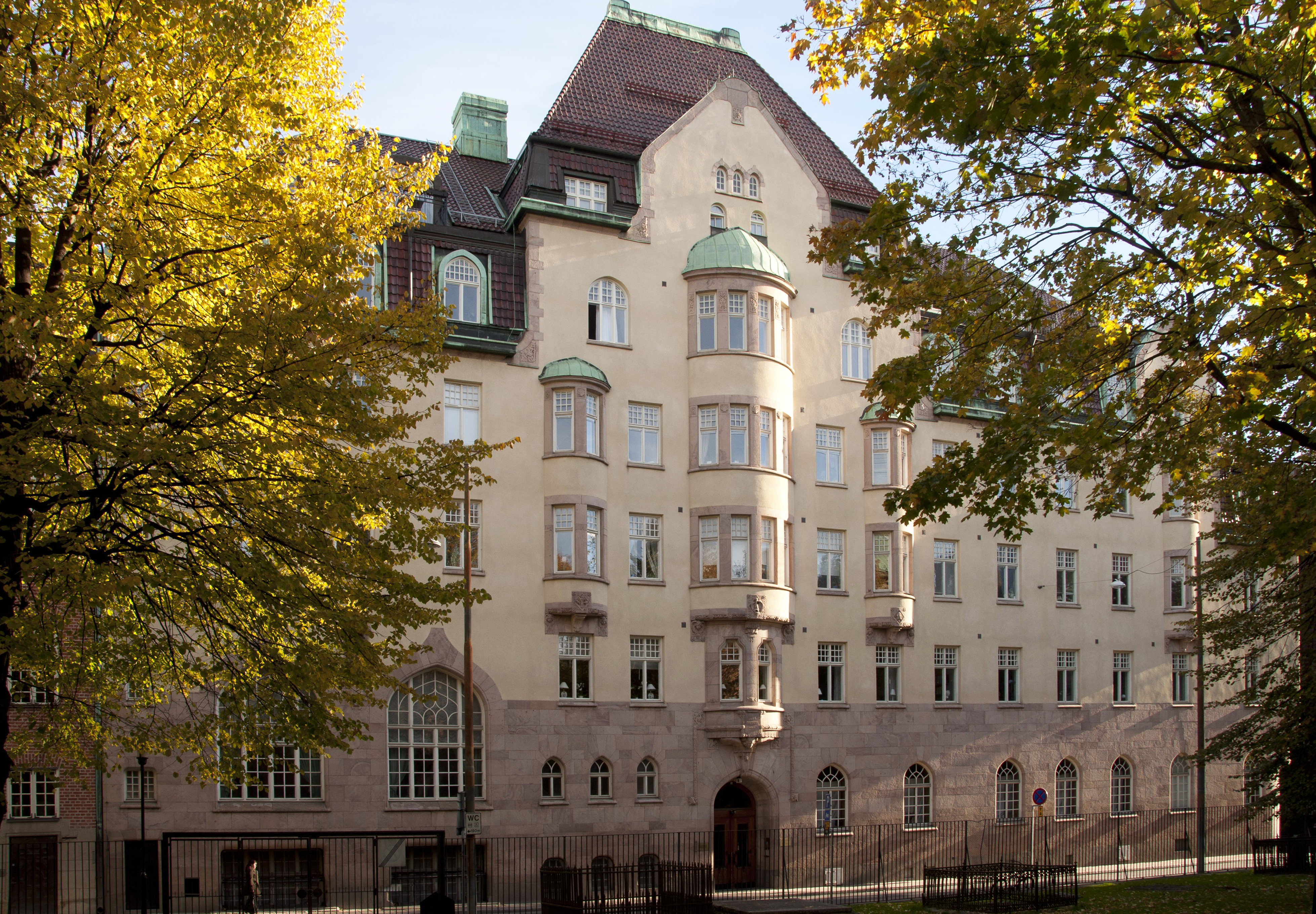
Klara församlingshus

Klara församlingshus uppfördes 1907–1910 på Klara Östra Kyrkogata  8 enligt Georg Ringströms ritningar.

## Präster

### Kyrkoherdar
| Ämbetstid | Namn                         | Levnadstid | Övrigt                                  |
| --------- | ---------------------------- | ---------- | --------------------------------------- |
| 1590–1596 | Haquinus Olai                | –1596      |                                         |
| 1596–1606 | Ericus Erici                 | –1606      |                                         |
| 1607–1612 | Henricus Johannis Opsopæus   | –1612      |                                         |
| 1613–1644 | Petrus Erici Roslagius       | –1644      |                                         |
| 1645–1647 | Stefan Gallius               | –1647      |                                         |
| 1648-1663 | Samuel Hammarinus            | -1667      |                                         |
| 1663-1668 | Samuel Petri Brask           | 1613-1668  |                                         |
| 1669–1672 | Johannes Elai Terserus       | 1605–1678  |                                         |
| 1672–1692 | Olaus Andreae Bergius        | 1627–1692  |                                         |
| 1693-1709 | Simon Isogaeus               | 1643-1709  |                                         |
| 1711–1717 | Daniel Norlindh              | 1662–1728  |                                         |
| 1717-1744 | Jöran Nordberg               | 1677-1744  |                                         |
| 1745-1752 | Samuel Troilius              | 1706-1764  |                                         |
| 1752–1773 | Justus Christopher Hauswolff | 1708–1773  |                                         |
| 1776-1788 | Peter Nensén                 | 1711-1788  |                                         |
| 1790-1815 | Arnold Asplund               | 1736-1815  |                                         |
| 1815–1825 | Carl Peter Hagberg           | 1778–1841  | Senare kyrkoherde i Nikolai församling. |
| 1825–1834 | Frans Michael Franzén        | 1772–1847  |                                         |
| 1834–1856 | Josef Otto Wallin            | 1786–1863  |                                         |
| 1857–1865 | Ture Wensjoe                 | 1801–1865  |                                         |
| 1867–1883 | Frithiof Grafström           | 1827–1883  |                                         |
| 1886      | Carl Gustaf Ljungman         | 1845–1886  |                                         |
| 1889–1917 | Axel Strandell               | 1842–1917  |                                         |
| 1918-1949 | Gustaf Bokander              | 1879-1949  |                                         |
| 1962–1972 | David Svenungsson            | 1911–1976  |                                         |
| 1976-1987 | Per-Arne Dahlin              | 1920-2008  |                                         |

### Förste komministrar
| Ämbetstid | Namn                                | Levnadstid | Övrigt                                          |
| --------- | ----------------------------------- | ---------- | ----------------------------------------------- |
| 1591–1593 | Steno Holgeri                       |            | Senare komminister i Nikolai församling.        |
| 1593–1595 | Nicolaus Phardonis                  |            |                                                 |
| 1600–1606 | Petrus Laurentii Gothus Tingstadius |            | Senare kyrkoherde i Riddarholmens församling.   |
| 1606–1619 | Jonas Erici                         | –1619      |                                                 |
| 1619–1630 | Olaus Jonæ Prosperius               | –1655      | Senare kyrkoherde i Länna församling.           |
| 1630–1639 | Samuel Hammarinus                   | -1667      | Senare kyrkoherde i församlingen.               |
| 1639–1644 | Isac Molin                          | 1614–1644  |                                                 |
| 1645–1656 | Ericus Martini Harræus              | –1665      | Senare kyrkoherde i Danviks församling.         |
| 1656–1670 | Andreas Michaelis Campanius         | –1687      | Senare kyrkoherde i Björklinge församling.      |
| 1670–1680 | Ivar Leufstadius                    | 1641–1705  | Senare kyrkoherde i Funbo församling.           |
| 1680–1692 | Johannes Erici Micrander            | 1655–1711  | Senare kyrkoherde i Harmångers församling       |
| 1692–1708 | Johannes Guthrie                    | 1662–1724  | Senare kyrkoherde i Ulrika Eleonora församling. |
| 1708–1710 | Olaus Andreæ Stiernman              | 1674–1710  |                                                 |
| 1712–1722 | Claudius Hedman                     | 1680–1765  | Senare kyrkoherde i Vasa församling             |
| 1722–1737 | Johan Hofberg                       | 1682–1759  | Senare kyrkoherde i Enköpings församling        |
| 1737–1752 | Carl Samuel Hedman                  | 1704–1761  | Senare kyrkoherde i Ovansjö församling          |
| 1752–1762 | Samuel Djurman                      | 1718–1784  | Senare kyrkoherde i Björksta församling.        |
| 1762–1763 | Nils Ruther                         | 1725–1763  |                                                 |
| 1765–1773 | Andreas Jonæ Molander               | 1719–1773  |                                                 |
| 1775      | Anders Ekmarck                      | 1741–1822  | Senare kyrkoherde i Ekeby församling.           |
| 1777–1782 | Johan Ruth                          | 1744–1792  | Senare kyrkoherde i Vallentuna.                 |
| 1782–1790 | Pehr Henric Groth                   | 1738–1820  | Senare kyrkoherde i Svärdsjö församling.        |
| 1790–1794 | Jacob Fredric Waldius               | 1752–1833  | Senare kyrkoherde i Skuttunge församling.       |
| 1795–1797 | Carl Gustaf Örbom                   | 1760–1833  | Senare kyrkoherde i Julita församling.          |
| 1796–1818 | Erland Colliander                   |            | Senare kyrkoherde i Adolf Fredriks församling.  |
| 1817      | Lars Wåhlén                         | 1778–1827  | Utnämnd 1817.                                   |
| 1818–1825 | Lars Christian Tunelius             | 1785–1848  | Senare kyrkoherde i Adolf Fredriks församling.  |
| 1825–1873 | Johan Vilhelm Beckman               | 1792–1873  |                                                 |
| 1875–1881 | Carl Peter Öhmann                   | 1824–1881  |                                                 |
| 1883–1886 | Carl Gustaf Ljungman                |            | Senare kyrkoherde i församlingen.               |
| 1886–1921 | Per Oskar Westberg                  | 1844–1927  |                                                 |
| 1922      | Axel Emanuel Svanberg               | 1866–1922  |                                                 |
| 1924–1943 | Elis Johannes Bratt                 | 1876–1943  |                                                 |

### Andre komministrar
| Ämbetstid | Namn                             | Levnadstid | Övrigt                                          |
| --------- | -------------------------------- | ---------- | ----------------------------------------------- |
| 1670–1676 | Andreas Tolstadius (Tolfstadius) | –1676      |                                                 |
| 1678–1681 | Johannes Matthiæ Amnelius        | –1708      | Senare kyrkoherde i Alsike församling.          |
| 1681–1687 | Daniel Anander                   | 1647–1697  |                                                 |
| 1688–1691 | Lars Brodin                      | 1655–1691  |                                                 |
| 1692–1709 | Johannes Petri Collinder         | 1651–1726  | Senare kyrkoherde i Österlövsta församling.     |
| 1709–1710 | Johan Zedritz                    | 1681–1710  |                                                 |
| 1712–1721 | Petrus Joannis Alm               | 1682–1721  |                                                 |
| 1723–1752 | Andreas Sundius                  | 1682–1752  |                                                 |
| 1755–1770 | Johan Iverus                     | 1719–1802  | Senare kyrkoherde i Husby församling.           |
| 1770–1775 | Daniel Bexell                    | 1731–1798  | Senare kyrkoherde i Villstads församling.       |
| 1775–1785 | Fredrik Wittingh                 | 1744–1811  | Senare kyrkoherde i Ulrika Eleonora församling. |
| 1784–1799 | Georg Jacob Öhman                | 1750–1831  | Senare kyrkoherde i Finströms församling.       |
| 1800–1808 | Eric Ågren                       | 1759–1812  | Senare kyrkoherde i Ljustorps församling.       |
| 1808–1816 | Birger Dahlin                    | 1759–1846  | Senare kyrkoherde i Veinge församling.          |
| 1816–1827 | Eric Lorentz Flodin              | 1775–1827  |                                                 |
| 1828–1833 | Johan Reinhold Hillberg          | 1793–1868  | Senare kyrkoherde i Ovansjö församling.         |
| 1833–1837 | Per Adolf Sondén                 | 1792–1837  |                                                 |
| 1838      | Johan Gustaf Pihl                | 1804–1838  | Utnämnd 1838                                    |
| 1841–1854 | Erik Delin                       | 1801–1854  |                                                 |
| 1855–1866 | Evert Anders Reinhold Hallander  | 1807–1866  |                                                 |
| 1867–1882 | Johan Georg Rogberg              | 1824–1895  | Senare kyrkoherde i Gränna stadsförsamling.     |
| 1883–1918 | Bernhard Wadström                | 1831–1918  |                                                 |

## Organister
| Verksam   | Namn                          | Levnadstid | Övrigt    |
| --------- | ----------------------------- | ---------- | --------- |
| 1633–1680 | Jacob Olofsson (Olufsson)     | –1681      | Organist  |
| 1680–1708 | Joachim Rathge                | –1711      | Organist  |
| 1711      | Johan Christiansson Zellinger | 1686–1711  | Organist  |
| 1711–1744 | Mårten Wessman                | –1744      | Organist  |
| 1745–1779 | Henrik Philip Johnsen         | 1717–1779  | Organist  |
| 1779–1781 | Henrik Johnsen d. y.          |            | Organist  |
| 1781–1797 | Johan Sjögren                 | –1804      | Organist  |
| 1797–1800 | Eric Gabriel von Rosén        | 1775–1866  | Organist  |
| 1801–1814 | Carl Ludvig Lithander         | 1773–1843  | Organist  |
| 1828–1866 | Carl Abraham Mankell          | 1802–1868  | Organist  |
| 1891-1925 | Gustaf Hägg                   | 1867-1925  | Organist. |
| 1925–1956 | Martin Johanson               | 1892–1956  | Organist. |
| 1956–1975 | Harry Lindgren                | 1910–1988  | Organist. |
| 1976–2008 | Per Thunarf                   | 1941–2014  | Organist. |

### Kantorer
| Verksam   | Namn             | Levnadstid | Övrigt  |
| --------- | ---------------- | ---------- | ------- |
| 1929–1965 | Hugo Hammarström | 1891–1974  | Kantor. |